# Eurovision Song Contest 2014

Länder som deltog i finalen.
Länder som inte tog sig till final.
Länder som tävlat förut men inte deltog 2014.

Eurovision Song Contest 2014 var den 59:e upplagan av musiktävlingen Eurovision Song Contest, som ägde rum den 6, 8 och 10 maj 2014 i B&W Hallerne i Köpenhamn i Danmark. Detta efter att låten Only Teardrops, framförd av Emmelie de Forest, vunnit föregående års tävling. 37 länder tävlade det här året, vilket inkluderade en återkomst av både Polen och Portugal, men samtidigt ett tillbakadragande av Bulgarien, Cypern, Kroatien och Serbien. Totalt sett blev det den lägsta deltagarsiffran sedan Eurovision Song Contest 2006 och dessutom lägst antal tävlande i en semifinal. I finalen segrade Österrike med bidraget Rise Like a Phoenix framförd av Conchita Wurst. Wurst är en rollfigur som spelas av artisten Thomas Neuwirth, och således blev det första gången som en dragqueen vann Eurovision Song Contest.
För sjunde året i rad bestod tävlingen av två semifinaler och en final. De tio länder i vardera semifinal fick högst totalpoäng i en kombination av 50 procent jury- och 50 procent tittarröster gick vidare till finalen. Totalt blev det 26 finalister, där The Big Five-länderna Frankrike, Italien, Spanien, Storbritannien och Tyskland och värdlandet Danmark var direktkvalificerade. För andra året i rad var det producenterna för tävlingen som satte startordningen i semifinalerna och i finalen, även om lottning avgjorde halvindelningen och för värdlandets startnummer.
Fram till 15 december 2013 kunde länder anmäla sig och/eller ta tillbaka sin anmälan utan att få ekonomiskt straff. EBU förlängde dock detta datum en månad (till den 17 januari) för att vissa länder som var osäkra på deltagande skulle få chans till en längre betänktetid. Alla länder som var osäkra på sitt deltagande bekräftade senare deltagande. Senast den 18 mars 2014 skulle samtliga 37 ha valt både artist och bidrag.
Det här året framförde Polen Eurovision Song Contests 1 500:e bidrag (ej inräknat tidigare års vinnarbidrag som framförts igen samt bidrag som behövde tas om tidigare år samt räknat två gånger sedan  2004 på de bidrag som gick vidare till finalen. ). För första gången någonsin gick Montenegro och San Marino vidare till finalen.

## Tävlingsupplägg
Direkt efter att Danmark hade vunnit 2013 års upplaga av Eurovision Song Contest började Danmarks Radio (DR), som var det ansvarigt TV-bolaget för sändningarna 2014, förbereda inför 2014 års tävling. Innan 2013 års final hade hållits meddelade EBU att systemet med två semifinaler och final skulle bestå. Preliminära tävlingsdatum sattes vid detta tillfälle till den 13, 15 och 17 maj 2014. Senare kom datumen att tidigareläggas en vecka (6, 8 och 10 maj), då många av städerna i Danmark som ville arrangera tävlingen inte kunde under ursprungsveckan. Senast en Eurovision Song Contest arrangerades så tidigt som det blev nu var 1998. På ett tidigt stadium utsåg DR Pernille Gaardbo till exekutiv producent. Senare utsågs även Jan Lagermand Lundme, som arbetar som nöjeschef på DR, till "Head of Show" för evenemanget. Utöver dessa två personer utsågs även Søren Therkelsen och Susanne Helbo till medlemmar i teamet kring skapandet av showerna.
Ganska omgående efter Danmarks seger började danska städer anmäla sitt intresse för att stå som värdstad 2014. Likt Tysklands och Sveriges arrangemang 2011 respektive 2013 valde DR mellan flera alternativ. Danska städer fick fram till den 19 juni 2013 på sig att lämna in sitt intresse och/eller dra tillbaka sin(a) anmälning(ar). Efter deadline började man titta på de olika alternativen och valde sedan Köpenhamn med B&W Hallerne som det slutgiltiga alternativet. Innan detta skedde hade dock ett antal av värdstadsalternativen dragits tillbaka självmant.
För sjunde året i rad avgjordes tävlingen genom två semifinaler och final. Resultatet i varje semifinal och i finalen byggde på 50% telefonröster och 50% juryröster i varje röstande land, som sedan kombinerades i det så kallade 50:50-läget. De tio länder som varje land gav högst totalpoäng till fick poängen på skalan 1-8, 10 och 12 poäng. 12 poäng gav till landets etta, 10 poäng till tvåan, 8 poäng till trean osv. i nedåtgående led 7-1 poäng. De tio länder som i varje semifinal sedan fick högst totalpoäng gick vidare till finalen, medan övriga länder slogs ut. I finalen var det landet som fått högst totalpoäng som vann och som blev värdland för 2015 års tävling. För andra året i rad rankades bidragen och sedan slogs rankingarna ihop för att få ut 50:50-resultatet.

### Förändringar och modernisering

#### DR:s förändringar[23]
Efter att Danmark tog över värdskapet från Sverige gick Jan Lagermand Lundme, "Head of Show", ut med information om förändringar som DR ville göra med tävlingen. En sådan förändring var att sätta värdegrunder på tävlingen, men också att visionen skulle vara att "komma närmare" tävlingen och människorna i och omkring den. Man ville också visa mer känslor och utmana tävlingens traditionella grundform med modernisering. Fokus kom att vara deltagande ländernas artister och att skapa spektakulära shower med mycket konfetti. 
De vykort som presenterade varje land innan dess artist framträdde på scenen skulle behållas i den form som de var i 2013 års tävling. Detta innebar att det var den tävlande artisten som fokuserades i vykortet och inte olika platser i värdlandet. Vykorten visade varje lands artist som på olika kreativa sätt skapade landets flagga och sedan tog en bild av den.

#### EBU:s förändringar
Den 20 september 2013 släppte EBU reglerna för tävlingen 2014, där man presenterade ett antal förändringar. En förändring var att EBU ville göra processen med juryarbetet mer öppen, genom att en vecka före tävlingen började redovisa exakt vilka personer som skulle sitta i varje lands jury. Dessutom förstärktes reglerna kring juryn som bl.a. innebar att de personer som satt i ett lands jury skulle uppfylla vissa kriterier som fanns tidigare år och nya regler:
- De personer som satt i juryn skulle vara medborgare i det land juryn röstar för och arbeta inom musikbranschen (exempelvis som artist, låtskrivare, DJ och musikproducent).
- Juryn skulle ha en balans mellan medlemmarna för att se till att det fanns tillräcklig representativitet gällande kön, ålder och bakgrund.
- Ingen jurymedlem skulle vara involverad arbetet kring något tävlande lands bidrag eller artist
- Om man hade suttit i juryn ett eller två år i rad (för 2014 blev det alltså år 2012 och 2013) fick man inte sitta med i juryn det här året.
- Varje enskild juryröst kom att offentliggöras efter finalens avslut.

### Värdstad och arena

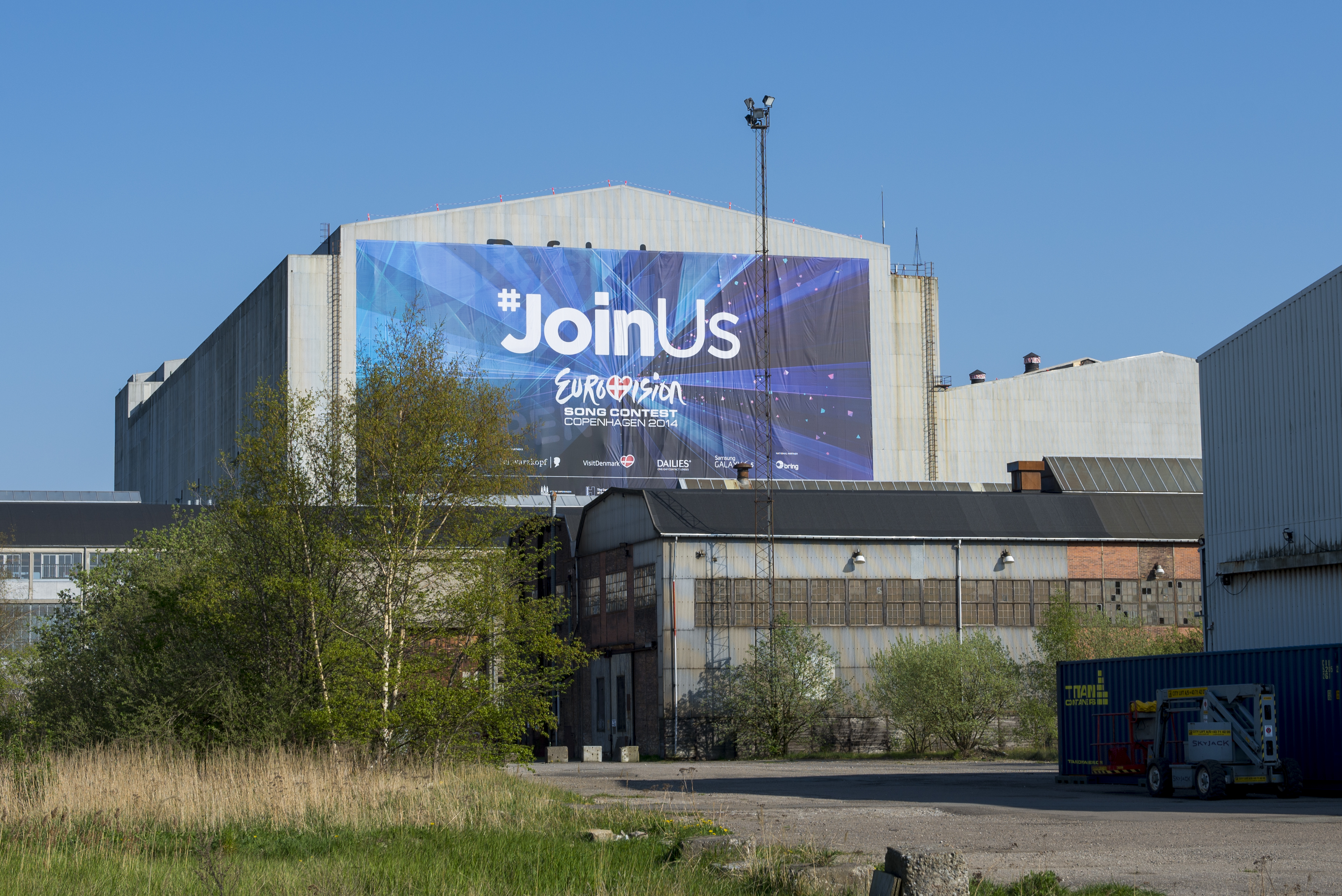
Värdarenan B&W Hallerne i Köpenhamn, där ESC 2014 ägde rum.

Inför tävlingen valde DR att titta på många olika alternativ på var 2014 års upplaga av Eurovision Song Contest skulle kunna hållas. På ett tidigt stadium gick därför DR ut med att danska städer skulle få på sig att fram till den 19 juni 2013 anmäla sig som värdstad innan ett beslut skulle fattas. För att underlätta för städerna tidigarelades semifinalerna och finalen en vecka eftersom flera städer haft svårt att få tid i sina planeringar. Följande städer med tillhörande arenor ställde sig till förfogande:
| Stad       | Arena            | Arena- kapacitet | Kommentar |
| ---------- | ---------------- | ---------------- | --- |
| Köpenhamn  | Parken           | 50 000           | Staden och arenan stod värd då Danmark arrangerade tävlingen år 2001. Staden lämnade in sitt förslag tämligen omgående efter vinsten 2013. Arenan drog dock senare tillbaka sin anmälan av logistikskäl då fotbollslaget FC Köpenhamn, som har Parken som sin hemmaarena, skulle vara tvungna att spela bortamatcher under sex veckor. Detta då EBU kräver tillgång till arenan under så lång tid. |
| Köpenhamn  | DR Byen          | 10-15 000        | Detta alternativ innebar att man skulle ha ESC i ett stort tält i vid DR Byen där Danmarks Radio huserar. Förslaget blev dock aldrig antaget. |
| Köpenhamn  | B&W Hallerne     | 10 000           | Ett industriområde som tidigare hade byggts om till ett kulturcentrum. Valdes som värdarena för tävlingen. |
| Herning    | Jyske Bank Boxen | 15 000           | Staden och arenan stod värd för Dansk Melodi Grand Prix 2013. Staden lämnade in sitt förslag tämligen omgående efter vinsten 2013 och var med hela vägen fram till det avgörande beslutet togs. |
| Ålborg     | Gigantium        | 8 500            | Staden lämnade in sitt förslag några dagar efter Danmarks seger i ESC 2013. Den 16 juni drog staden dock tillbaka förslaget på grund av ekonomiska skäl och av hotellbrist. |
| Fredericia | Messe C          | 8 000            | Staden lämnade in sin ansökan ungefär när Ålborg lämnade in sitt förslag. Den 25 juni drog staden tillbaka sin anmälan på grund av logistikproblem samt att den tänkta arenan inte gick igenom de krav EBU ställer på tävlingsarenorna. |
| Horsens    | Fængslet         | 13 000           | Staden lämnade sitt förslag i början av juni 2013 men blev inte vald till värdstad. |

### Programledare

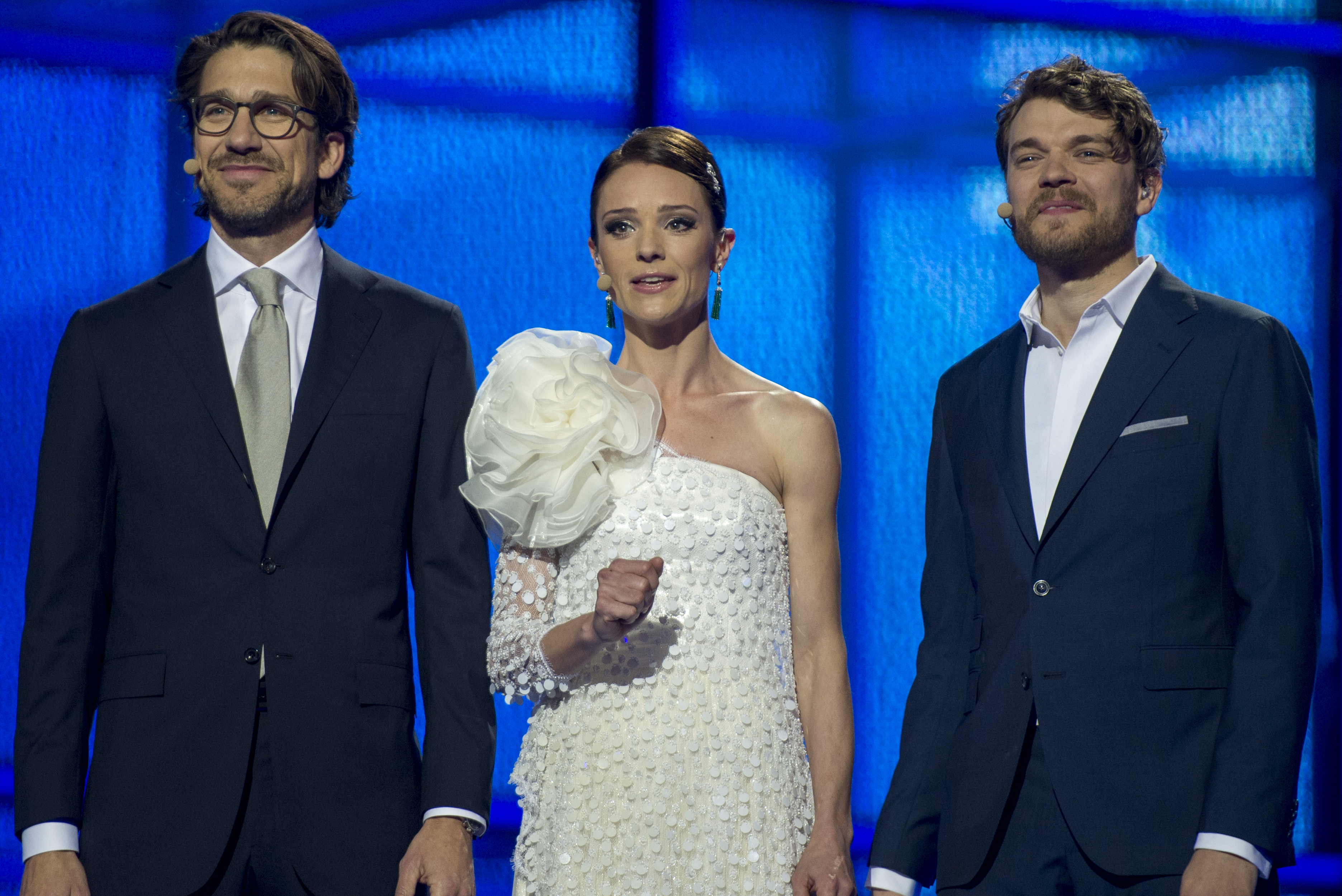
Programledarna Nikolaj Koppel, Lise Rønne och Pilou Asbæk under Eurovision Song Contest.

Den 4 februari 2014 meddelade EBU och DR att man utsett Lise Rønne, Nikolaj Koppel och Pilou Asbæk till programledare för semifinalerna och finalen i Eurovision Song Contest 2014. Därmed återgår tävlingen till att ha fler än en programledare för evenemanget. De senaste åren har det antingen varit två eller tre programledare, dock var föregående år ett undantag då det endast var en programledare, Petra Mede när Sverige anordnade Eurovision Song Contest 2013.
Programledarnas uppgift blev bl.a. att Lise Rønne skötte snacket med deltagarna i Green room medan Nikolaj Koppel och Pilou Asbæk meddelade i semifinalerna vilka 10 länder som hade gått vidare och i finalen mottog varje lands poäng. I övrigt delade de sedan på olika uppgifter som att inleda och avsluta samt sköta snacket i pauserna. Asbæk deltog även i ett par förinspelade sketcher. I finalen deltog samtliga programledare i en musikvideo kallad "12 Points" (12 poäng) som var en humoristisk tolkning av den maximala poängsumman ett land kan ge ett annat land i röstningen.

### Biljettförsäljning
Biljetter till de totalt nio sändningarna (två generep och en direktsändning för varje semifinal och finalen) började säljas den 29 november 2013. Likt föregående år gjordes tre omgångar med biljettförsäljning, där andra tillfället blev den 31 januari och det sista den 4 april. Arenan to in ca 10 000 personer per föreställning.
Den 27 november 2013 släppte EBU skisser på hur scenen skulle komma att stå i förhållande till publiken. Enligt skissen skulle scenen stå omgiven av sex olika scenläktare i två plan samt parkett. Läktarna döptes till tidigare nordiska vinnare i Eurovision Song Contest: Lordi, Loreen, Olsen (Olsen Brothers), Rybak (Alexander Rybak), Emmelie (Emmelie de Forest) och Ingmann (Jørgen Ingmann). Likt föregående år är parkett ståplatser och dessa delades in i tre olika zoner (A, B och C) och olika biljettpriser. De första bilderna på hur scenen skulle komma att se ut live släpptes den 5 april.
Green room var det här året placerat i närheten av scenen. I 2013 års upplaga valde Sveriges Television, som stod som ansvarigt TV-bolag för sändningarna, att flytta Green room till en närliggande byggnad. Eftersom Green room tog upp en del plats i arenan togs ett antal publikplatser bort. Platserna framför Green room var ståplatser för fansen. En månad före tävlingen kunde DR för första gången testa tekniken i arenan för att kontrollera att allting fungerade som det skulle. Den 23 april 2014 släpptes bilder på scenen och Green room i arenan.

### Logotyp
Den 18 december presenterades logotypen och övrigt grafisk material för det här årets upplaga av ESC. Logotypen var en diamant och mitt i diamanten stod sloganen "#JoinUs". Det här året blev det första året Eurovision Song Contest använde sig av en Twittersymbol med i sloganen, nämligen en hashtag (#). I varje program kom sedan Twitter att användas som en del av sändningen då framförallt programledarnas egna twitterkonton presenterades. Även Eurovisionens högste chef, Jon Ola Sand, redovisade sitt twitternamn i varje sändning.
I samband med att det grafiska materialet presenterades uppdaterade EBU den officiella hemsidan för tävlingen till att använda detta grafiska material. Tidigare hade man använt sig av en övergångsdesign efter 2013 års tävling hade avgjorts. Denna övergångsdesign hade använts från ungefär mitten av sommaren 2013.

## Ekonomi
Under arbetet med att skapa det danska arrangemanget av 2014 års upplaga av ESC delades ansvaret mellan Danmarks Radio och bolaget Wonderful Copenhagen. Från början sattes budgeten för evenemanget till cirka 34,6 miljoner danska kronor (ca 44,4 miljoner svenska kronor), men detta kom senare visa sig vara en fjärdedel för låg beräknad totalkostnad. Efter att tävlingen hade avslutats och alla beräkningar hade gjorts visade det sig att slutkostnaden hamnade på 334 miljoner danska kronor (ca 429 miljoner svenska kronor), vilket var en fyrdubblerad kostnad jämfört med den ursprungliga planen. Av dessa 334 miljoner fördelades 197 miljoner till DR och 137 miljoner till Wonderful Copenhagen. En av anledningarna till att kostnaderna skenade iväg berodde på att arenan som användes under tävlingen var tvungen att genomgå en renovering innan användning, vilket tog upp en stor del av kostnaderna.

## Deltagande länder
| Land           | TV-bolag           | Artist                         | Bidrag                       | Språk               | Låtskrivare                                                                                  | Ref.   |
| -------------- | ------------------ | ------------------------------ | ---------------------------- | ------------------- | -------------------------------------------------------------------------------------------- | ------ |
| Albanien       | RTSH               | Hersi                          | One Night's Anger            | Engelska            | Gentian Lako, Jorgo Papingji                                                                 | [ 43 ] |
| Armenien       | ARMTV              | Aram MP3                       | Not Alone                    | Engelska            | Aram Sargsian, Garik Papoyan                                                                 | [ 44 ] |
| Azerbajdzjan   | İTV                | Dilara Kazimova                | Start a Fire                 | Engelska            | Alessandra Günthardt, Johan Kronlund, Stefan Örn                                             | [ 45 ] |
| Belgien        | VRT                | Axel Hirsoux                   | Mother                       | Engelska            | Rafael Artesero, Ashley Hicklin                                                              | [ 46 ] |
| Danmark        | DR                 | Basim                          | Cliché Love Song             | Engelska            | Daniel Fält, Lasse Lindorff, Basim Moujahid, Kim Novak-Zorde                                 | [ 47 ] |
| Estland        | ERR                | Tanja                          | Amazing                      | Engelska            | Tatjana Mihhailova, Timo Vendt                                                               | [ 48 ] |
| Finland        | YLE                | Softengine                     | Something Better             | Engelska            | Topi Latukka, Henri Oskár                                                                    | [ 49 ] |
| Frankrike      | France Télévisions | Twin Twin                      | Moustache                    | Franska             | François Ardouvin, Lorent Ardouvin, Pierre Beyres, Kim N'Guyen                               | [ 50 ] |
| Georgien       | GPB                | The Shin & Mariko              | Three Minutes to Earth       | Engelska            | Eugen Eliu, Zaza Miminoshvili                                                                | [ 51 ] |
| Grekland       | NERIT              | Freaky Fortune feat. RiskyKidd | Rise Up                      | Engelska            | Nick Raptakis, Theofilos Pouzbouris, Shane Schuller                                          | [ 52 ] |
| Irland         | RTÈ                | Can-Linn feat. Kasey Smith     | Heartbeat                    | Engelska            | Jonas Gladnikoff, Patrizia Helander, Hazel Kaneswaran, Rasmus Palmgren                       | [ 53 ] |
| Island         | RÚV                | Pollapönk                      | No Prejudice                 | Engelska            | John Grant, Haraldur Freyr Gíslason, Heiðar Örn Kristjánsson                                 | [ 54 ] |
| Israel         | IBA                | Mei Finegold                   | Same Heart                   | Hebreiska, engelska | Rami Talmid                                                                                  | [ 55 ] |
| Italien        | RAI                | Emma                           | La mia città                 | Italienska          | Emma Marrone                                                                                 | [ 56 ] |
| Lettland       | LTV                | Aarzemnieki                    | Cake to Bake                 | Engelska            | Guntis Veilands                                                                              | [ 57 ] |
| Litauen        | LRT                | Vilija                         | Attention                    | Engelska            | Vilija Matačiūnaitė, Viktoras Vaupšas                                                        | [ 58 ] |
| Makedonien     | MRT                | Tijana Dapčević                | To the Sky                   | Engelska            | Lazar Cvetkoski, Darko Dimitrov, Elena Risteska Ivanovska                                    | [ 59 ] |
| Malta          | PBS                | Firelight                      | Coming Home                  | Engelska            | Richard Edwards Micallef                                                                     | [ 60 ] |
| Moldavien      | TRM                | Cristina Scarlat               | Wild Soul                    | Engelska            | Ivan Akulov, Lidia Scarlat                                                                   | [ 61 ] |
| Montenegro     | RTCG               | Sergej Ćetković                | Moj Svijet                   | Montenegrinska      | Sergej Ćetković, Emina Jahović                                                               | [ 62 ] |
| Nederländerna  | TROS               | The Common Linnets             | Calm after the Storm         | Engelska            | Matthew Crosby, Robert Crosby Hoar, Ilse Annoeska de Lange, Jake Etheridge, Jan-Bart Meijers | [ 63 ] |
| Norge          | NRK                | Carl Espen                     | Silent Storm                 | Engelska            | Josefin Winther                                                                              | [ 64 ] |
| Polen          | TVP                | Donatan & Cleo                 | My Słowianie - We Are Slavic | Polska, engelska    | Joanna Krystyna Klepko, Witold Czamara                                                       | [ 65 ] |
| Portugal       | RTP                | Suzy                           | Quero ser tua                | Portugisiska        | Emanuel                                                                                      | [ 66 ] |
| Rumänien       | TVR                | Paula Seling & Ovi             | Miracle                      | Engelska            | Frida Amundsen, Beyond51, Philip Halloun, Ovidiu Cernăuțeanu                                 | [ 67 ] |
| Ryssland       | VGTRK              | Tolmachevy Sisters             | Shine                        | Engelska            | John Ballard, Gerard James Borg, Ralph Charlie, Filipp Kirkorov, Dimitris Kontopoulos        | [ 68 ] |
| San Marino     | SMRTV              | Valentina Monetta              | Maybe                        | Engelska            | Mauro Balestri, Ralph Siegel                                                                 | [ 69 ] |
| Schweiz        | SRG SSR            | Sebalter                       | Hunter of Stars              | Engelska            | Sebastiano Paù-Lessi                                                                         | [ 70 ] |
| Slovenien      | RTVSLO             | Tinkara Kovač                  | Spet (Round And Round)       | Engelska, slovenska | Tinkara Kovač, Hannah Mancini, Tina Piš, Aleš Vovk                                           | [ 71 ] |
| Spanien        | RTVE               | Ruth Lorenzo                   | Dancing in the Rain          | Engelska, spanska   | Julian Emery, James Lawrence Irvin, Ruth Lorenzo                                             | [ 72 ] |
| Storbritannien | BBC                | Molly                          | Children of the Universe     | Engelska            | Anders Hansson, Molly Smitten-Downes                                                         | [ 73 ] |
| Sverige        | SVT                | Sanna Nielsen                  | Undo                         | Engelska            | Fredrik Kempe, David Kreuger, Hamed Pirouzpanah                                              | [ 74 ] |
| Tyskland       | NDR                | Elaiza                         | Is It Right                  | Engelska            | Adam Kesselhaut, Frank Kretschmer, Elżbieta Steinmetz                                        | [ 75 ] |
| Ukraina        | NTU                | Marija Jaremtjuk               | Tick-Tock                    | Engelska            | Sandra Bjurman, Marija Jaremtjuk                                                             | [ 76 ] |
| Ungern         | MTVA               | András Kállay-Saunders         | Running                      | Engelska            | András Kállay-Saunders, Krisztián Szakos                                                     | [ 77 ] |
| Vitryssland    | BTRC               | Teo                            | Cheesecake                   | Engelska            | Dmitry Novik, Yuriy Vashchuk                                                                 | [ 78 ] |
| Österrike      | ORF                | Conchita Wurst                 | Rise Like a Phoenix          | Engelska            | Julian Maas, Charlie Mason, Joey Patulka, Ali Zuckowski                                      | [ 79 ] |

## Större händelser kring Eurovisionen

### Länder som kom tillbaka till Eurovisionen
På en presskonferens under  Eurovision Song Contest 2013 meddelade EBU:s högste chef, Jon Ola Sand, att EBU höll dialog om återvändande till tävlingen igen med länder som Bosnien-Hercegovina, Portugal och Turkiet, vilka hade hoppat av tävlingen till år 2013. Portugal tackade ja till att återvända efter ett år, medan Turkiet valde att inte återkomma igen. Dessutom valde Polen att återvända till Eurovisionen igen efter två års uppehåll. Även Bosnien-Hercegovina tackade ja till att återvända, men senare valde landets nationella TV-bolag att dra sig ur tävlan igen på grund av ekonomiska problem.

#### Portugal
Den 22 november 2012 meddelade Portugals nationella TV-bolag RTP (Radio e Televisão de Portugal) att landet skulle hoppa av ESC 2013. Detta till följd av ekonomiska problem kring RTP. Man sade dock vid detta tillfälle att man möjligen skulle kunna återvända till 2014 års tävling. Efter att 2013 års upplaga av Eurovision Song Contest hade avgjorts bekräftade RTP ett intresse att återvända till ESC igen året därpå. Drygt ett år efter att landet meddelade sitt avhopp kom beskedet att landet skulle återvända till tävlingen igen.

### Greklands nära avhopp
Natten till den 12 juni 2013 stängde Greklands regering landets nationella TV-bolag ERT och avskedade samtliga anställda. Detta med anledning av landets ekonomiska kris. Det sades att TV-bolaget skulle öppnas upp igen vid slutet av sommaren samma år, men med färre anställda och helt nytt innehåll. Huruvida detta skulle påverka en tävlan för Grekland i ESC 2014 var då inte känt. Den 10 juli samma år återupptogs sändningarna igen på ERT, om än i en begränsad omfattning.
Då ERT "lades ned" förlorade Grekland officiellt sitt medlemskap i Europeiska radio- och TV-unionen (EBU). De var därför tvungna att ansöka om ett nytt medlemskap. Då uppstod problem då man vid tillfället hade en övergångskanal, vid namn DT, mellan ERT och det nya bolaget NERIT. Eftersom detta bara var en övergångskanal kunde man inte få ett medlemskap då övergångskanalen inte uppfyllde EBU:s krav. I mitten av november 2013 meddelade ledningen för DT att man ville vara med och tävla i ESC 2014 och att man satsade all kraft på att få till ett medlemskap i EBU så att Grekland kunde få vara med och tävla.
Den 23 november 2013 meddelade DT att man hade fått igenom Greklands nya medlemskap i EBU och att man därför kunde vara med och tävla även år 2014. EBU bekräftade Greklands deltagande den 9 januari 2014.

### Sloveniens tvekan
Sloveniens nationella TV-bolag RTVSLO tvekade in i det sista om man skulle vara med eller inte i Eurovision Song Contest 2014. Detta på grund av att TV-bolaget inte visste om man hade en budget för att klara av tävlingskostnaderna. Trots detta valde landet att anmäla sig men väntade fram till 17 januari med att bekräfta sitt deltagande. EBU hade på förhand gett landet en tio dagars förlängd deadline för att få betänktetid. Deadlinen innebär att länder som hoppar av efter deadline måste betala en straffavgift till EBU på grund av avhoppet.

### Intressanta placeringar
För första gången lyckades både Montenegro och San Marino att ta sig vidare till finalen. I finalen kom dock bägge länderna att hamna i den högra delen av resultatet; Montenegro blev nittonde och San Marino tjugofyra. Moldavien och Georgien kom på sista plats i semifinalerna vilket är bägge ländernas hittills sämsta slutplaceringar i ESC. Det här året var det också exakt 15 år sedan "Big Five"-systemet infördes, alltså det system som innebär att fem (tidigare fyra) länder (Frankrike, Italien, Spanien, Storbritannien och Tyskland) är alltid direktkvalificerade till finalen oavsett slutplacering året innan. Detta med anledning av att de betalar mest till EBU och därigenom får direktplatser i finalen tillsammans med det aktuella värdlandet. 
I finalen lyckades flera länder få sina bästa placeringar någonsin. Österrike, som vann hela tävlingen, hade senast vunnit 1966 vilket är en differens på 48 år. Landet fick dessutom sin första topp-tioplacering på elva år. Nederländerna, som kom tvåa, fick sin dittills bästa placering sedan landets vinst år 1975, en differens på 39 år. Sverige, som kom trea, klättrade upp elva placeringar jämfört med året innan och fick därmed sin bästa placering sedan segern 2012. Även Armenien uppnådde med sin fjärdeplats sin dittills högsta slutplacering, dock fick de samma slutplacering som år 2008. Också Ungern, som blev femma, höjde sig något; hela fem placeringar mot året innan, men det innebar också att de fick sin dittills bästa placering sedan landet debuterade år 1994. Samtliga fem nordiska länder (Danmark, Finland, Island, Norge och Sverige) tog sig till final och slutade där bland de femton bästa. Det har aldrig tidigare hänt att samtliga fem nordiska länder har gemensamt placerat sig så högt förut. Av de fem nordiska länderna lyckades tre av dem (Danmark, Norge och Sverige) hamna topp tio. Dessutom kan nämnas att Spanien som slutade på tionde plats det här året höjde sig femton placeringar jämfört med året innan, Schweiz fick med sin trettondeplats sin dittills högsta placering på nio år och Polen fick med sin fjortondeplats sin dittills bästa placering på elva år.
För andra länder kom det dock att bli sämre placeringar mot tidigare. Azerbajdzjan, som mellan åren 2008-2013 hade hamnat topp tio, slutade det här året på tjugoandra plats i finalen. Den rumänska duon Paula Seling & Ovi som år 2010 hade blivit trea slutade nu tolva, en sänkning med nio placeringar. Grekland som slutade på tjugonde plats fick därmed sin hittills sämsta slutplacering sedan 1998, då de också slutade på tjugonde plats. Även Italien fick sin hittills sämsta placering; tjugoförsta plats. Tidigare hade man blivit sjuttonde som sämst. Och Frankrike, som i finalen slutade på sista plats, fick det här året sin hittills första sistaplats. Frankrike har varit med och tävlat sedan starten 1956 (med undantag för åren 1974 och 1982) och hade som sämst blivit näst sist ett flertal gånger, men alltid lyckats undvika jumboplatsen.

### Uteblivna Eurovisionländer efter 2013 års upplaga
Bulgarien, Cypern, Kroatien och Serbien, som alla tävlade i 2013 års upplaga av Eurovision Song Contest meddelade att de skulle hoppa av tävlingen till det här årets upplaga. Alla länderna angav ekonomiska skäl som skäl till sina avhopp från tävlingen. Vissa angav också problem med att hitta sponsorer som kan täcka kostnader liksom dåliga placeringar tidigare år. Samtliga fyra länder tog beslut om avhopp under hösten 2013.

### Länder som tackade nej
Länderna nedan avböjde medverkan till 2014. 
- Andorra – ekonomiska problem samt ointresse gjorde att Andorras nationella TV-bolag RTVA tackade nej till medverkan i ESC 2014. Landet har dock inte tackat nej till att möjligen återvända senare år.[93]
- Bosnien och Hercegovina – den 18 november 2013 meddelade det nationella TV-bolaget BHRT att landet var intresserat av att återvända till ESC igen, dock endast om man kunde hitta sponsorer för evenemanget.[82] Landet hoppade av tävlingen till 2013 av ekonomiska skäl,[94] men trots att problemen med ekonomin inte hade löst sig helt ville landet ändå vara med. Den 18 december 2013 meddelade dock BHRT att man inte funnit någon finansieringsmodell för landets medverkan 2014 vilket gjorde att landet drog tillbaka sin anmälan.[83]
- Bulgarien – den 22 november 2013 meddelade det nationella TV-bolaget i Bulgarien, BNT, att landet inte kommer att medverka i ESC 2014 av ekonomiska skäl.[9]
- Cypern – på grund av ekonomiska problem valde Cyperns nationella TV-bolag CYP att avstå från landets medverkan i ESC 2014.[10]
- Kroatien – på grund av ekonomiska problem kring Kroatiens nationella TV-bolag HRT samt i kombination med landets dåliga placeringar i tävlingen de senaste åren har HRT tagit beslutet att inte deltaga år 2014. Detta beslut rapporterades den 19 september 2013.[11]
- Liechtenstein – Liechtensteins nationella TV-bolag 1FLTV har sedan 2010 försökt bli medlemmar i EBU för att få deltaga i Eurovisionen. Landet ville från början göra ett nytt försök att ansöka om medlemskap,[95] men på grund av olika problem kring 1FLTV ansökte inte TV-bolaget om medlemskap i EBU till år 2014.[96]
- Luxemburg – i maj 2013 meddelade Alain Berwich, som är exekutiv producent på Luxemburgs nationella TV-bolag RTL, att Luxemburg inte skulle ha något emot att medverka i Eurovisionen igen.[97] Den stora anledningen till att Luxemburg inte har deltagit sedan början av 1990-talet är ekonomiska svårigheter kring RTL, men också andra programprioriteringar. Det var också denna anledning som gjorde att landet två månader senare tackade nej till en comeback 2014.[98]
- Marocko – landets nationella TV-bolag SNRT (Société Nationale de Radiodiffusion et de Télévision) tackade den 11 september 2013 nej till att återvända till ESC år 2014. Landet har inte deltagit sedan 1980 och är det enda afrikanska land som tävlat i ESC.[99]
- Monaco – landets nationella TV-bolag TMC meddelade den 17 september 2013 att man inte kommer att återvända till tävlingen igen år 2014. Det angavs dock ingen förklaring till detta.[100]
- Serbien – den 22 november 2013 meddelade det nationella TV-bolaget i Serbien, PTC, att landet av ekonomiska skäl inte kommer att medverka i ESC 2014.[12]
- Slovakien – en talesperson för det nationella TV-bolaget STV (Slovenská televízia) bekräftade i slutet av maj 2013 att landet inte planerade en comeback till 2014. Så blev också fallet då EBU meddelade deltagarlistan i januari 2014.[101]
- Turkiet – landets nationella TV-bolag TRT hoppade av tävlingen år 2013 då TV-bolaget ansåg att tävlingen blivit orättvis med vissa regeländringar, nämligen det att fem länder (Frankrike, Italien, Spanien, Storbritannien och Tyskland) alltid är direktkvalificerade till finalen (genom sin medverkan i The Big Five) samt att EBU införde kombinerad jury- och telefonröstning, istället för att bara ha telefonröstning. De benhårda kraven gjorde att landet valde att inte delta. I september 2013 meddelade TRT återigen att de ville få bort dessa regler och ställde det som krav för att komma tillbaka igen.[102] Den 7 november samma år meddelade TRT att landet inte återvänder till tävlingen till 2014, dock att man inte har stängt dörren helt för framtida medverkan i tävlingen.[81]
- Tjeckien – landets nationella TV-bolag Česká televize (ČT) uttalade sig i maj 2013 om att man inte var intresserad av att återvända till tävlingen igen.[103] Sedan bekräftade man samma sak i månadsskiftet september/oktober samma år.[104]

### Återkommande artister
| Land       | Artist             | Tidigare år | Placering (Vid tidigare tillfälle)  | Placering 2014 |
| ---------- | ------------------ | ----------- | ----------------------------------- | -------------- |
| Rumänien   | Paula Seling & Ovi | 2010        | 3:a                                 | 12:e           |
| San Marino | Valentina Monetta1 | 2012, 2013  | 2012: 14:e (semi) 2013: 11:e (semi) | 24:e           |

1 Då Valentina Monetta tävlade för San Marino för tredje året i rad blev det fjärde gången i Eurovisionens historia en artist tävlade tre år i rad.

#### Återkommanden från Junior Eurovision Song Contest
Det här året valde Ryssland att skicka tvillingsystrarna The Tolmachevy Sisters, som vann för Ryssland i Junior Eurovision Song Contest 2006. The Tolmachevy Sisters blev det tredje tvillingparet att framföra ett bidrag i Eurovision Song Contest. Systrarna slutade på sjunde plats i finalen.

## Tävlande länder
Fram till den 22 november 2013 hade länderna inom EBU på sig att senast anmäla sig till tävlingen. Därefter skedde en mellanperiod där länder som hade eller som inte hade anmält sig kunde anmäla sig eller dra tillbaka sin anmälan utan att få ekonomiskt straff från EBU. Denna mellanperiod avslutades den 15 december 2013, men förlängdes till och med 17 januari av EBU. Efter deadline presenterade EBU en deltagarlista med 37 länder, vilket var två färre mot året innan. Deltagarlistan innehöll samtliga länder som deltog förra året utom Bulgarien, Cypern, Kroatien och Serbien, men med en återkomst av både Polen och Portugal. Alla länders tävlande bidrag fick inte ha varit publicerade för allmänheten före den 1 september 2013. Senast den 18 mars 2014 skulle alla tävlande länder ha valt artist och bidrag, vilket alla hann med.

## Semifinalerna

Länder som tävlar i första semifinalen.
Extraröstande länder i första semifinalen.
Länder som tävlar i andra semifinalen.
Extraröstande länder i andra semifinalen.

Alla länder som tävlar det här året, utom Big Five vilka är Frankrike, Italien, Spanien, Storbritannien och Tyskland samt värdlandet Danmark, var tvungna att kvala sig genom en av två semifinaler. Dessa semifinaler hölls den 6:e respektive 8 maj 2014. Resultatet av semifinalerna avgjordes genom en kombination av 50% telefon- och SMS-röster och 50% juryröster i varje land, det så kallade 50:50-systemet. De tio länder som i vardera semifinal fick högst totalpoäng i 50:50-läget kvalificerade sig till finalen. 
Likt föregående år kom poängen från tittarna respektive jurygrupperna att göras om till rankinglistor. Under röstningen gavs en röstningsgrupps vinnare ranking 1, tvåan ranking 2 osv. till sista landet som fick sista ranking. När tittarna och jurygruppen i ett land hade röstat klart slogs rankingarna ihop och de tio länder som hade lägst totalranking fick det landets poäng på skalan 1–8, 10 och 12 poäng. 12 poäng gavs till landets etta, 10 poäng till landets tvåa, 8 poäng till landets trea osv. 7-1 poäng i nedåtgående led. Det var enbart de tävlande länderna i den aktuella semifinalen (samt tre extraröstande länder) som fick rösta, alla andra skulle sända semifinalen men fick inte påverka röstningen. Efter att första semifinalen hade avgjorts byttes dessa roller ut till de länder som inte fick rösta då.
Sista ranking varierade beroende på om det var ett tävlande eller ett extraröstande land som röstade. Detta då ett tävlande land i en semifinal inte kunde rösta på sig själva, däremot kunde ett extraröstande land i den semifinalen rösta på alla kandidater. I första semifinalen var sista ranking 15 för de tävlande länderna och 16 för de tre extraröstande länderna; i den andra semifinalen var sista ranking 14 för de tävlande länderna och 15 för de tre extraröstande länderna.

### Semifinalsdragningen
För att kunna dela in semifinalsländerna i de två semifinalerna hölls en så kallad semifinalsdragning. Denna dragning var en lottning där slumpen avgjorde vilka länder som ska tävla i respektive semifinal. Denna typ av lottning har gjorts varje år sedan två semifinaler infördes år 2008 för att göra semifinalstartfälten så rättvisa som möjligt. Lottningen hölls den 20 januari 2014 kl. 14:00 CET i Köpenhamns rådhus. Lottningen kunde följas live via Eurovisionens samt DR:s officiella hemsidor. Innan lottningen kom den så kallade nyckelceremonin att äga rum, vilket innebar att 2013 års värdstad Malmö officiellt lämnade över stafettpinnen till 2014 års värdstad Köpenhamn. Stafettpinnen är inom Eurovision formad som en nyckelsymbol som värdstaden får ha i ett år innan den lämnas över till nästa värdstad.
Efter lottningen kom tävlingsproducenterna för det här årets tävling att göra en startordning för varje semifinal. Det som tävlingsproducenterna var tvungna att utgå ifrån var att de länder som tävlar inom respektive semifinalshalva inte fick byta halva. Utöver detta fick producenterna fritt placera länderna i den ordning som passar semifinalerna bäst. Startordningen gjordes först efter att samtliga länder hade presenterat artist och bidrag.

#### Före och under lottningen
Innan lottningen skedde delade EBU in semifinalisterna i sex olika grupper. Dessa grupper var baserade på geografisk placering samt röstningshistorik från tidigare år. Från varje grupp lottades sedan ett visst antal länder till den första semifinalen och ett visst antal länder till den andra semifinalen. Att man på förhand delade in semifinalisterna på det här sättet var för att minska på svågerpolitiken och grannröstningen i tävlingen. Totalt var det 28 länder som skulle lottas in i de två semifinalerna. Tre länder (Israel, Norge och Sverige) fick på förhand tilldelade semifinaler på grund av olika skäl, se nedan. Under lottningen blev varje land ur varje grupp tilldelade en semifinal och dessutom en starthalva. Anledningen till att man halvindelar varje semifinal är att alla länder ska veta vilken dag som man ska repetera första gången på plats i arenan. De sex direktkvalificerade länderna (Danmark, Frankrike, Italien, Spanien, Storbritannien och Tyskland) delades upp i två grupper, där vardera grupp måste sända minst en av två semifinaler och dessutom rösta i den semifinalen de blev tilldelade.
Här nedan presenteras länderna enligt gruppindelningen.
| Grupp 1                                                    | Grupp 2                                           | Grupp 3                                                      | Grupp 4                                                  | Grupp 5                                   | Grupp 6                                   |
| ---------------------------------------------------------- | ------------------------------------------------- | ------------------------------------------------------------ | -------------------------------------------------------- | ----------------------------------------- | ----------------------------------------- |
| - Albanien - Makedonien - Montenegro - Slovenien - Schweiz | - Estland - Finland - Island - Lettland - Litauen | - Azerbajdzjan - Georgien - Ryssland - Ukraina - Vitryssland | - Armenien - Belgien - Grekland - Irland - Nederländerna | - Polen - San Marino - Ungern - Österrike | - Malta - Moldavien - Portugal - Rumänien |

#### Speciallottning
Innan lottningen skedde valde EBU på förfrågning från det arrangerande TV-bolaget DR att sära på Sverige och Norge till varsin semifinal. Anledningen till detta var att man inte vill få ett alltför hårt biljettryck om både Sverige och Norge skulle ha lottats till samma semifinal. Att det just blev Sverige och Norge beror på att de ligger geografiskt närmast värdstaden Köpenhamn. Samma sak hände inför 2013 års tävling då Sveriges Television, som då stod som arrangerande TV-bolag, ville sära på Danmark och Norge till varsin semifinal av samma anledning. Resultatet av lottningen blev att Sverige får tävla i den första semifinalen och Norge i den andra semifinalen. Israel fick tillstånd av EBU att på förhand lottas till den andra semifinalen, dock av okänt skäl. Av okänt skäl ville Tyskland sända och rösta i den andra semifinalen, vilket även de fick tillstånd av EBU att göra.

### Semifinalisterna

#### Semifinal 1
- Den första semifinalen sändes den 6 maj från B&W Hallerne i Köpenhamn. 16 länder tävlade i denna semifinal.
- Danmark, Frankrike och Spanien var tvungna att sända och rösta i denna semifinal.[107][106]
- De tio länder som fick högst totalpoäng gick vidare till finalen. Poängen var en kombination av 50% tittarröster och 50% juryröster i varje tävlande land (samt från de tre extraröstande länderna). De länder som ej blev inom topp tio blev eliminerade från fortsatt tävlan.
- Alla poäng och placeringar redovisades först efter att finalen hade avgjorts och för att inte påverka finalens utgång i förväg räknades de tio finalbidragen upp utan inbördes ordning.
- Alla röstberättigande länder utom Albanien, Moldavien, San Marino och Montenegro använde sig av 50/50-läget. De fyra uppräknande länderna använde sig enbart av juryröstning. Deras jurypoäng räknades därför in som deras tittarespoäng i tabellen bredvid.

Länderna i tabellen nedan står i startordning. Finalisterna är markerade med beige bakgrundsfärg.
| Semifinal 1 Jury- och tittarnas poäng | Semifinal 1 Jury- och tittarnas poäng | Semifinal 1 Jury- och tittarnas poäng | Semifinal 1 Jury- och tittarnas poäng | Semifinal 1 Jury- och tittarnas poäng |
| Plats                                 | Tittarna (utan ej röstande länder)    | Poäng                                 | Jury                                  | Poäng                                 |
| ------------------------------------- | ------------------------------------- | ------------------------------------- | ------------------------------------- | ------------------------------------- |
| 1                                     | Nederländerna                         | 147 (130)                             | Nederländerna                         | 130                                   |
| 2                                     | Ungern                                | 125 (103)                             | Sverige                               | 125                                   |
| 3                                     | Sverige                               | 122 (98)                              | Ungern                                | 122                                   |
| 4                                     | Armenien                              | 121 (96)                              | Armenien                              | 102                                   |
| 5                                     | Ukraina                               | 119 (96)                              | Azerbajdzjan                          | 94                                    |
| 6                                     | Ryssland                              | 73 (57)                               | Ukraina                               | 88                                    |
| 7                                     | Portugal                              | 72 (65)                               | Montenegro                            | 74                                    |
| 8                                     | San Marino                            | 58 (49)                               | Island                                | 68                                    |
| 9                                     | Island                                | 50 (40)                               | Albanien                              | 64                                    |
| 10                                    | Montenegro                            | 43 (26)                               | Estland                               | 61                                    |
| 11                                    | Azerbajdzjan                          | 41 (15)                               | Ryssland                              | 57                                    |
| 12                                    | Belgien                               | 41 (31)                               | Lettland                              | 27                                    |
| 13                                    | Lettland                              | 40 (38)                               | San Marino                            | 25                                    |
| 14                                    | Albanien                              | 23 (6)                                | Belgien                               | 24                                    |
| 15                                    | Moldavien                             | 14 (4)                                | Moldavien                             | 24                                    |
| 16                                    | Estland                               | 13 (13)                               | Portugal                              | 17                                    |

| Nr | Land          | Artist                 | Sång                 | Språk          | Placering | Poäng |
| -- | ------------- | ---------------------- | -------------------- | -------------- | --------- | ----- |
| 1  | Armenien      | Aram MP3               | Not Alone            | Engelska       | 4         | 121   |
| 2  | Lettland      | Aarzemnieki            | Cake to Bake         | Engelska       | 13        | 33    |
| 3  | Estland       | Tanja                  | Amazing              | Engelska       | 12        | 36    |
| 4  | Sverige       | Sanna Nielsen          | Undo                 | Engelska       | 2         | 131   |
| 5  | Island        | Pollapönk              | No Prejudice         | Engelska       | 8         | 61    |
| 6  | Albanien      | Hersi                  | One Night's Anger    | Engelska       | 15        | 22    |
| 7  | Ryssland      | Tolmachevy Sisters     | Shine                | Engelska       | 6         | 63    |
| 8  | Azerbajdzjan  | Dilara Kazimova        | Start a Fire         | Engelska       | 9         | 57    |
| 9  | Ukraina       | Marija Jaremtjuk       | Tick-Tock            | Engelska       | 5         | 118   |
| 10 | Belgien       | Axel Hirsoux           | Mother               | Engelska       | 14        | 28    |
| 11 | Moldavien     | Cristina Scarlat       | Wild Soul            | Engelska       | 16        | 13    |
| 12 | San Marino    | Valentina Monetta      | Maybe                | Engelska       | 10        | 40    |
| 13 | Portugal      | Suzy                   | Quero ser tua        | Portugisiska   | 11        | 39    |
| 14 | Nederländerna | The Common Linnets     | Calm after the Storm | Engelska       | 1         | 150   |
| 15 | Montenegro    | Sergej Ćetković        | Moj Svijet           | Montenegrinska | 7         | 63    |
| 16 | Ungern        | András Kállay-Saunders | Running              | Engelska       | 3         | 127   |

Det tio länder som kvalificerade sig till finalen avslöjades i följande ordning:
- Montenegro
- Ungern
- Ryssland
- Armenien
- Azerbajdzjan
- San Marino
- Ukraina
- Sverige
- Nederländerna
- Island

#### Semifinal 2
- Den andra semifinalen sändes den 8 maj från B&W Hallerne i Köpenhamn. 15 länder tävlade i denna semifinal.
- Italien, Storbritannien och Tyskland var tvungna att sända och rösta i denna semifinal.[107][106]
- De tio länder som fick högst totalpoäng gick vidare till finalen. Poängen var en kombination av 50% tittarröster och 50% juryröster i varje tävlande land (samt från de tre extraröstande länderna). De länder som ej blev inom topp tio blev eliminerade från fortsatt tävlan.
- Alla poäng och placeringar redovisades först efter att finalen hade avgjorts och för att inte påverka finalens utgång i förväg räknades de tio finalbidragen upp utan inbördes ordning.
- Alla röstberättigande länder utom Georgien och Makedonien använde sig av 50/50-läget. De två uppropade länderna använde sig enbart av juryröstning.
- Polen, som fick startnummer 5 i denna semifinal, framförde Eurovisionens 1 500:e bidrag.[16]

Länderna i tabellen nedan står i startordning. Finalisterna är markerade med beige bakgrundsfärg.
| Semifinal 2 Jury- och tittarnas poäng | Semifinal 2 Jury- och tittarnas poäng | Semifinal 2 Jury- och tittarnas poäng | Semifinal 2 Jury- och tittarnas poäng | Semifinal 2 Jury- och tittarnas poäng |
| Plats                                 | Tittarna                              | Poäng                                 | Jury                                  | Poäng                                 |
| ------------------------------------- | ------------------------------------- | ------------------------------------- | ------------------------------------- | ------------------------------------- |
| 1                                     | Österrike                             | 165                                   | Österrike                             | 138                                   |
| 2                                     | Rumänien                              | 126                                   | Finland                               | 117                                   |
| 3                                     | Polen                                 | 116                                   | Malta                                 | 113                                   |
| 4                                     | Schweiz                               | 98                                    | Norge                                 | 100                                   |
| 5                                     | Grekland                              | 91                                    | Rumänien                              | 99                                    |
| 6                                     | Vitryssland                           | 86                                    | Vitryssland                           | 71                                    |
| 7                                     | Finland                               | 63                                    | Makedonien                            | 70                                    |
| 8                                     | Norge                                 | 55                                    | Slovenien                             | 60                                    |
| 9                                     | Slovenien                             | 48                                    | Grekland                              | 52                                    |
| 10                                    | Irland                                | 47                                    | Schweiz                               | 51                                    |
| 11                                    | Litauen                               | 44                                    | Litauen                               | 41                                    |
| 12                                    | Malta                                 | 36                                    | Polen                                 | 34                                    |
| 13                                    | Makedonien                            | 28                                    | Georgien                              | 33                                    |
| 14                                    | Israel                                | 26                                    | Irland                                | 33                                    |
| 15                                    | Georgien                              | 15                                    | Israel                                | 32                                    |

| Nr | Land        | Artist                         | Sång                         | Språk               | Placering | Poäng |
| -- | ----------- | ------------------------------ | ---------------------------- | ------------------- | --------- | ----- |
| 1  | Malta       | Firelight                      | Coming Home                  | Engelska            | 9         | 63    |
| 2  | Israel      | Mei Finegold                   | Same Heart                   | Hebreiska, engelska | 14        | 19    |
| 3  | Norge       | Carl Espen                     | Silent Storm                 | Engelska            | 6         | 77    |
| 4  | Georgien    | The Shin & Mariko              | Three Minutes to Earth       | Engelska            | 15        | 15    |
| 5  | Polen       | Donatan & Cleo                 | My Słowianie - We Are Slavic | Polska, engelska    | 8         | 70    |
| 6  | Österrike   | Conchita Wurst                 | Rise Like a Phoenix          | Engelska            | 1         | 169   |
| 7  | Litauen     | Vilija                         | Attention                    | Engelska            | 11        | 36    |
| 8  | Finland     | Softengine                     | Something Better             | Engelska            | 3         | 97    |
| 9  | Irland      | Can-Linn feat. Kasey Smith     | Heartbeat                    | Engelska            | 12        | 35    |
| 10 | Vitryssland | Teo                            | Cheesecake                   | Engelska            | 5         | 87    |
| 11 | Makedonien  | Tijana Dapčević                | To the Sky                   | Engelska            | 13        | 33    |
| 12 | Schweiz     | Sebalter                       | Hunter of Stars              | Engelska            | 4         | 92    |
| 13 | Grekland    | Freaky Fortune feat. RiskyKidd | Rise Up                      | Engelska            | 7         | 74    |
| 14 | Slovenien   | Tinkara Kovač                  | Spet (Round And Round)       | Engelska, slovenska | 10        | 52    |
| 15 | Rumänien    | Paula Seling & Ovi             | Miracle                      | Engelska            | 2         | 125   |

Det tio länder som kvalificerade sig till finalen avslöjades i följande ordning:
- Schweiz
- Slovenien
- Polen
- Rumänien
- Norge
- Grekland
- Malta
- Vitryssland
- Finland
- Österrike

## Finalen
Finalen ägde rum den 10 maj 2014 i B&W Hallerne i Köpenhamn. De 26 finalisterna var:
- The Big Five, vilka är Frankrike, Italien, Spanien, Storbritannien och Tyskland.
- Värdlandet Danmark.
- De tio länder som i den första semifinalen fick högst totalpoäng i 50:50-läget.
- De tio länder som i den andra semifinalen fick högst totalpoäng i 50:50-läget.

För sjätte året i rad avgjordes finalen med hjälp av det så kallade 50:50-systemet. Detta innebar att varje land kombinerade sitt resultat med 50% telefon- och SMS-röster samt 50% juryröster. Varje röstningsgrupp(inklusive varje enskild jurymedlem) i varje land (tittarna respektive juryn) kom även att ranka bidragen från 1-25 (finalister)/1-26 (icke-kvalificerade länder). Ranking 1 gavs till röstningsgruppens vinnare, ranking 2 till röstningsgruppens tvåa osv. till ranking 25 (för finalister)/rankning 26 (för icke-kvalificerade länder) som det sistplacerade landet fick. Att det blev olika slutrankingar för finalister jämfört med icke-kvalificerade länder (från semifinalerna) var för att ett tävlande finalland inte fick rösta på sig själva. Juryns och tittarnas rankingar i det aktuella röstningslandet slogs sedan samman och de tio länder som fick lägst totalranking fick sedan det landets poäng: 12 poäng till totalettan, 10 poäng till totaltvåan, 8 poäng till totaltrean och därefter 7-1 poäng i nedåtgående led. Övriga länder gav landet noll poäng till.
Samtliga 37 länder utom Albanien, San Marino och Georgien använde sig av 50:50-systemet. De två förstnämnda länderna använde sig endast av juryröster medan Georgiens resultat enbart byggde på telefonröster. Att Georgiens juryresultat ej kom att användas berodde på att EBU diskvalificerade jurygruppens resultat då jurymedlemmarna i Georgiens jury inte hade röstat enskilt.
Startordningen för finalen kom liksom semifinalernas startordningar att sättas av årets tävlingsproducenter. Av rättviseskäl gjordes först en lottning om vilket startnummer som värdlandet Danmark skulle få. Därefter kom samtliga 25 finalister att få lotta om de skulle tävla i finalens första eller andra halva. För de kvalificerade semifinalisterna skedde lottningen direkt efter att respektive semifinal hade avgjorts, medan det för länderna i "The Big Five" skedde det efter att var och en av de fem länderna hade gjort sin andra repetition på scenen den 6 maj. Till skillnad från året innan fanns nu ingen uppdelning om att max tre länder av de direktkvalificerade måste tävla i första respektive andra halvan av finalen, utan nu kunde samtliga lottas till vilken halva som helst. Reglerna för startordningen i finalen var sedan likvärdiga den i semifinalen: producenterna fick placera länder som skulle tävla i respektive halva i vilken ordning de ville, men länder fick inte byta halva och Danmark fick inte byta startnummer. Två ytterligare regler var att startordningen skulle godkännas av EBU:s högste chef samt publiceras före kl. 03:00 natten till den 9 maj. Ordningen offentliggjordes ca kl. 01:40 den 9 maj.
Efter att röstningen hade avslutats framförde föregående års vinnare Emmelie de Forest sin forna vinnarlåt "Only Teardrops" samt den nyskrivna låten "Rainmaker". I slutversen på "Rainmaker" bjöds finalens 26 tävlande upp på scenen att sjunga med. Även publiken inbjöds att sjunga med.
Länderna i tabellen nedan står i startordning.
| Finalen Jury- och tittarnas poäng | Finalen Jury- och tittarnas poäng | Finalen Jury- och tittarnas poäng | Finalen Jury- och tittarnas poäng | Finalen Jury- och tittarnas poäng |
| Plats                             | Tittarna                          | Poäng                             | Jury                              | Poäng                             |
| --------------------------------- | --------------------------------- | --------------------------------- | --------------------------------- | --------------------------------- |
| 1                                 | Österrike                         | 311                               | Österrike                         | 224                               |
| 2                                 | Nederländerna                     | 222                               | Sverige                           | 201                               |
| 3                                 | Armenien                          | 193                               | Nederländerna                     | 200                               |
| 4                                 | Sverige                           | 190                               | Ungern                            | 138                               |
| 5                                 | Polen                             | 162                               | Armenien                          | 125                               |
| 6                                 | Ryssland                          | 132                               | Malta                             | 119                               |
| 7                                 | Schweiz                           | 114                               | Finland                           | 114                               |
| 8                                 | Ukraina                           | 112                               | Azerbajdzjan                      | 108                               |
| 9                                 | Rumänien                          | 103                               | Norge                             | 102                               |
| 10                                | Ungern                            | 98                                | Danmark                           | 85                                |
| 11                                | Vitryssland                       | 56                                | Spanien                           | 83                                |
| 12                                | Island                            | 46                                | Ukraina                           | 78                                |
| 13                                | Danmark                           | 43                                | Ryssland                          | 70                                |
| 14                                | Grekland                          | 43                                | Tyskland                          | 61                                |
| 15                                | Spanien                           | 41                                | Island                            | 59                                |
| 16                                | Norge                             | 39                                | Storbritannien                    | 52                                |
| 17                                | Finland                           | 39                                | Rumänien                          | 51                                |
| 18                                | Montenegro                        | 33                                | Vitryssland                       | 50                                |
| 19                                | Italien                           | 32                                | Grekland                          | 49                                |
| 20                                | Tyskland                          | 31                                | Montenegro                        | 48                                |
| 21                                | Storbritannien                    | 29                                | Italien                           | 37                                |
| 22                                | Azerbajdzjan                      | 26                                | Schweiz                           | 27                                |
| 23                                | San Marino                        | 18                                | Polen                             | 23                                |
| 24                                | Malta                             | 17                                | Slovenien                         | 21                                |
| 25                                | Slovenien                         | 15                                | San Marino                        | 16                                |
| 26                                | Frankrike                         | 1                                 | Frankrike                         | 5                                 |

| Nr | Land           | Artist                         | Sång                         | Språk               | Kval     | Placering | Poäng |
| -- | -------------- | ------------------------------ | ---------------------------- | ------------------- | -------- | --------- | ----- |
| 1  | Ukraina        | Marija Jaremtjuk               | Tick-Tock                    | Engelska            | SF1      | 6         | 113   |
| 2  | Vitryssland    | Teo                            | Cheesecake                   | Engelska            | SF2      | 16        | 43    |
| 3  | Azerbajdzjan   | Dilara Kazimova                | Start a Fire                 | Engelska            | SF1      | 22        | 33    |
| 4  | Island         | Pollapönk                      | No Prejudice                 | Engelska            | SF1      | 15        | 58    |
| 5  | Norge          | Carl Espen                     | Silent Storm                 | Engelska            | SF2      | 8         | 88    |
| 6  | Rumänien       | Paula Seling & Ovi             | Miracle                      | Engelska            | SF2      | 12        | 72    |
| 7  | Armenien       | Aram MP3                       | Not Alone                    | Engelska            | SF1      | 4         | 174   |
| 8  | Montenegro     | Sergej Ćetković                | Moj Svijet                   | Montenegrinska      | SF1      | 19        | 37    |
| 9  | Polen          | Donatan & Cleo                 | My Słowianie - We Are Slavic | Polska, engelska    | SF2      | 14        | 62    |
| 10 | Grekland       | Freaky Fortune feat. RiskyKidd | Rise Up                      | Engelska            | SF2      | 20        | 35    |
| 11 | Österrike      | Conchita Wurst                 | Rise Like a Phoenix          | Engelska            | SF2      | 1         | 290   |
| 12 | Tyskland       | Elaiza                         | Is It Right                  | Engelska            | Big Five | 18        | 39    |
| 13 | Sverige        | Sanna Nielsen                  | Undo                         | Engelska            | SF1      | 3         | 218   |
| 14 | Frankrike      | Twin Twin                      | Moustache                    | Franska             | Big Five | 26        | 2     |
| 15 | Ryssland       | Tolmachevy Sisters             | Shine                        | Engelska            | SF1      | 7         | 89    |
| 16 | Italien        | Emma                           | La mia città                 | Italienska          | Big Five | 21        | 33    |
| 17 | Slovenien      | Tinkara Kovač                  | Spet (Round and Round)       | Engelska, slovenska | SF2      | 25        | 9     |
| 18 | Finland        | Softengine                     | Something Better             | Engelska            | SF2      | 11        | 72    |
| 19 | Spanien        | Ruth Lorenzo                   | Dancing in the Rain          | Engelska, spanska   | Big Five | 10        | 74    |
| 20 | Schweiz        | Sebalter                       | Hunter of Stars              | Engelska            | SF2      | 13        | 64    |
| 21 | Ungern         | András Kállay-Saunders         | Running                      | Engelska            | SF1      | 5         | 143   |
| 22 | Malta          | Firelight                      | Coming Home                  | Engelska            | SF2      | 23        | 32    |
| 23 | Danmark        | Basim                          | Cliché Love Song             | Engelska            | Värdland | 9         | 74    |
| 24 | Nederländerna  | The Common Linnets             | Calm after the Storm         | Engelska            | SF1      | 2         | 238   |
| 25 | San Marino     | Valentina Monetta              | Maybe (Forse)                | Engelska            | SF1      | 24        | 14    |
| 26 | Storbritannien | Molly                          | Children of the Universe     | Engelska            | Big Five | 17        | 40    |

### Omröstningen

#### Spännande inledning
Omröstningen var det här året utdragen och mer spännande, vilket gjorde att finalen inte avgjordes förrän då de sista länderna hade röstat. Efter att Azerbajdzjan hade röstat som första land ledde Ryssland före Ukraina och Ungern. Därefter växlade ledningen mellan flera länder och många av de tävlande finalländerna fick minst en poäng direkt. 
Efter tre omgångar ledde Ryssland knappt, men då tog Ungern över ledningen och behöll den i två omgångar till Sverige gick om med knapp ledning, för att Ungern i omgången därpå tog tillbaka ledningen igen. Ungern höll sedan ledningen fram till den elfte omgången då Sverige gick om igen, samtidigt som både Armenien, Nederländerna och Österrike började komma allt närmre dem poängmässigt. I den tolfte omgången tog Österrike över ledningen och samtidigt fick Armenien 12 poäng och puttade då ned Ungern till fjärde plats. Sedan växlade ledningen i fem omgångar mellan Sverige och Österrike. I den artonde omgången, då Sverige röstade, röstades Nederländerna upp till andra plats samtidigt som Österrike fick flera höga poäng började gå ifrån allt mer. Under tre omgångar fick Sverige inte några poäng vilket gjorde att Armenien gick om Sverige på tredjeplatsen just då, samtidigt som Österrike drog ifrån mer även om det var en nu en knapp ledning.
Fram till den sjunde omgången hade 24 av 26 länder fått minst en poäng, endast Frankrike och Slovenien hade noll poäng. Dock fick nu Slovenien en åttapoängare och Frankrike låg då sist kvar på noll. Detta ändrades sedan i den artonde omgången när Frankrike fick sina första poäng.

#### Österrike drar ifrån
Efter att 20 av 37 länder hade röstat tog man en kort paus. Vid detta tillfälle låg Österrike på första plats med 123 poäng, följt av Nederländerna på 113 poäng och Armenien på 107 poäng. Efter pausen gav Israel sina poäng och då de gav sin tolva till Österrike stod det nu klart att Österrike började gå ifrån mer från de andra länderna. I de kommande omgångarna hängde både Armenien, Nederländerna och Sverige på bra även om Österrike ledde med mellan 11 och 30 poäng från den som låg tvåa (vilket nu konstant var Nederländerna). Nederländerna var hela tiden nära att gå om Österrike, men lyckades aldrig med detta. Efter den 28:e omgången hade både Österrike och Nederländerna fått så pass höga totalpoäng att det stod klart att toppstriden skulle stå mellan de två. Sverige var nu trea och hade också fått så pass hög totalpoäng att det också stod klart att inte Armenien eller Ungern skulle göra anspråk på dessa platser. Detta för att de två sistnämnda länderna inte längre fick de höga poängen som de hade fått i början. Österrike gick över 200 poäng i det här skedet.

#### Omröstningens slut
Mot slutet av omröstningen började Nederländerna att närma sig Österrike ännu mer och poängavståndet mellan de båda länderna krympte. Samtidigt fick dock Nederländerna lägre poäng och Österrike högre, vilket gjorde att Österrike hela tiden hade vinnarpositionen. Sedan tappade Nederländerna ännu fler poäng och i den 34:e omgången, då Ukraina röstade, fick inte Nederländerna några poäng alls. Mellan Nederländerna och Österrike var nu poängskillnaden 38 poäng och med tre röstningsomgångar kvar stod det klart att Nederländerna inte skulle kunna gå om Österrike. Österrikes seger var således ett faktum. Efter att detta hade meddelats av programledarna fortsatte poängutdelningen för de tre sista röstningsländerna, som gav Österrike ytterligare 30 poäng och Nederländerna 20 poäng till. Totalt sett tog Österrike poäng av 32 länder, Sverige tog poäng av 30 länder och Nederländerna tog poäng av 28 länder. 37 länder var röstningsberättigade det här året.